# Aldehuelas
Aldehuelas (en ocasiones también Aldehuelas de Sepúlveda) es una localidad perteneciente al municipio de Sepúlveda, en la provincia de Segovia, comunidad autónoma de Castilla y León, España.

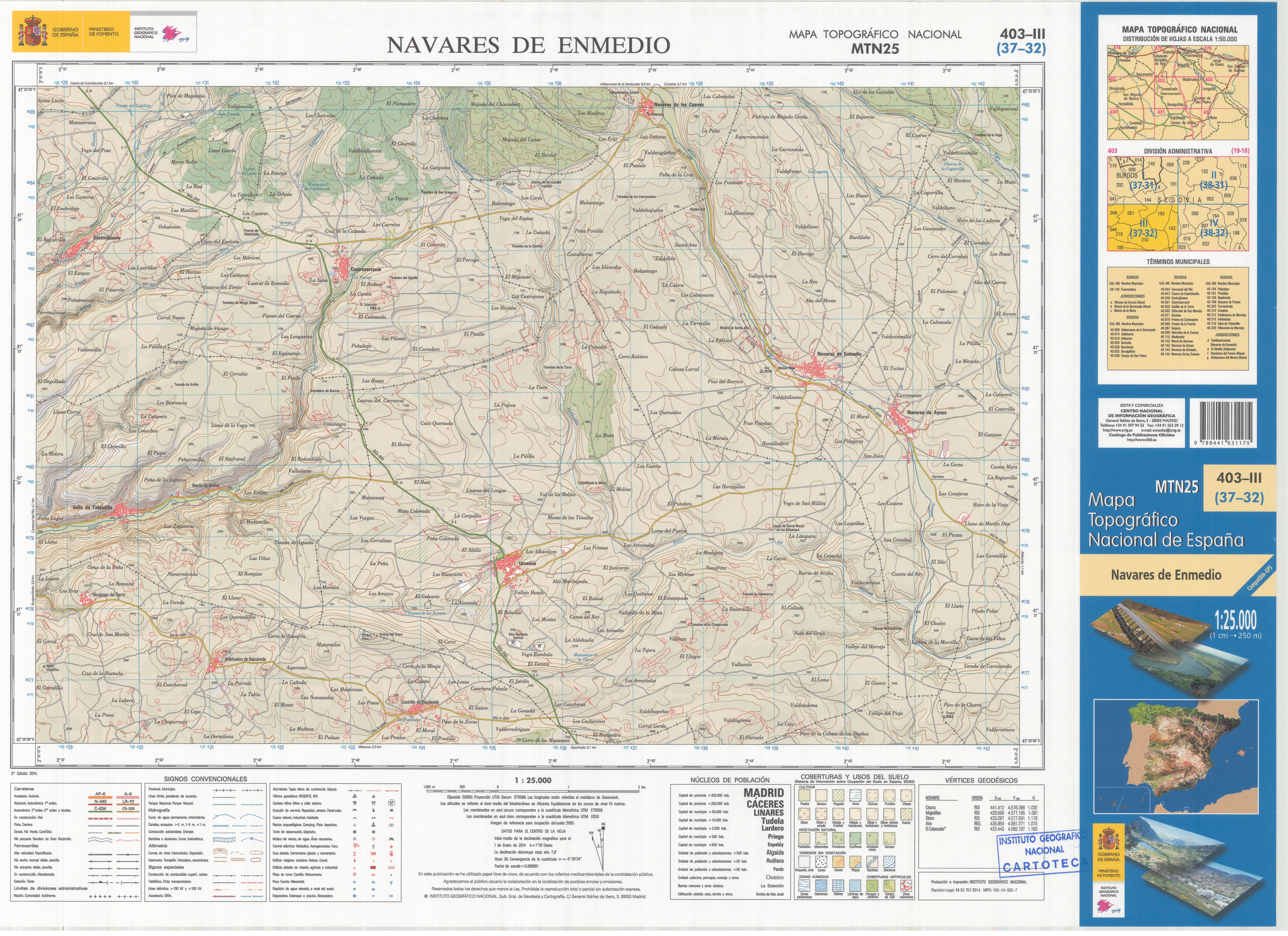
Fragmento de la hoja 403 del Mapa Topográfico Nacional de España de 2014 en el que se representa Aldehuelas de Sepúlveda

## Historia
Citada por primera vez en 1247 en el Archivo Catedralicio de Segovia, sabemos que su territorio es repoblado durante la Reconquista por la Comunidad de Villa y Tierra de Sepúlveda, quedando encuadrado dentro del Ochavo de las Pedrizas y Valdenavares, motivo por el que se llamó Aldehuelas de Pedrizas, aunque inicialmente se llamó Las Aldeuelas, Las Aldeyelas o incluso Aldehuelas de Hinojosas del Cerro.
Durante el siglo XVI, su parroquia dependía de la Iglesia de San Pedro de Sepúlveda.
Aunque inicialmente fue un municipio independiente, para 1907 ya compartía ayuntamiento con Hinojosas del Cerro con quién finalmente perdió su condición de municipio el 10 de marzo de 1970, al ser anejados por el ayuntamiento de Sepúlveda.
A las actividades tradicionales del cultivo de centeno, algo de trigo y la crianza de ovejas churras, se suma la producción de piedra de construcción para sillería, ya que se sitúa en un terreno totalmente pedregoso en un alto del Macizo calizo. Es el principal yacimiento de la reconocida piedra roja o rosa de Sepúlveda. Actualmente persisten dos canteras.

## Demografía
| 25            | 22 | 26 | 19 | 17 | 19 | 17 | 18 | 14 | 14 | 13 | 13 |
| (Fuente: INE) |    |    |    |    |    |    |    |    |    |    |    |

## Patrimonio
- Arquitectura tradicional de casas bajas de piedra, con detalles de mampostería en seco, las construcciones suelen tener anejos huertos y almendrales.
- Iglesia parroquial románica de San Esteban, con una nave y con un ábside semicircular cubierto con bóvedas de medio cañón y horno. Destaca su espadaña del siglo XVIII. Además de la pila bautismal románica, conserva también una cruz de plata gótica, realizada en Segovia a finales del siglo XV.[2][7]
- Varios chozos de pastor.
- Parque Natural de las Hoces del Duratón.
- Antiguos pozos, anterior abastecimiento de agua a la población.[1][5][6][8][9]

## Fiestas
- San Esteban, el 26 de diciembre.
- Nuestra Señora del Rosario, el primer domingo de octubre.
- San Antonio, el 13 de junio.[1][5][8][9]